# Fried on the Altar of Good Taste
Fried on the Altar of Good Taste är Robert Johnson and Punchdrunks fjärde album som släpptes 15 mars 2000 på etiketten Silence.

## Låtar på albumet
1. Sputnik Monroe
2. On Her Majesty's Secret Service
3. Ali Pang
4. Surf as Houdini
5. Arabesque
6. Sam Spade's Wedding
7. Something for Sophia Loren
8. Galveston Giant
9. Rope-A-Dope
10. Rocket True Temper 20 oz.
11. Rubber Room
12. Escape from New York
13. Sham
14. New Interns Watusi